# Tommaso Baldanzi
Tommaso Baldanzi (ur. 23 marca 2003 w Poggibonsi) – włoski piłkarz występujący na pozycji napastnika lub ofensywnego pomocnika we włoskim klubie AS Roma oraz w reprezentacji Włoch U-21. Uważany za jednego z najlepszych ofensywnych pomocników swojego pokolenia na świecie. Srebrny medalista Mistrzostw Świata U-20 w piłce nożnej 2023. Uczestnik Mistrzostw Europy U-19 w piłce nożnej 2022.